# Абевилско оруђе
Абевилско оруђе (назив је добијен по фр. Abbevillien, тј. граду Абевил у северној Француској) је назив каменог оруђа из праисторијског периода (палеолита), која су отркивена на локалитету у близини реке Соме недалеко од града Абевил. Налази су први пут публиковани 1836. године. Први пут је период назван по овом локалитету 1882. у књизи Праисторија (фр. Le Prehistorique (antiquité de l'homme)), а периодизација из овог дела се и данас користи.

## Почетак истраживања
Буше де Перт, председник Природњачког друштва у Абевилу, био је по занимању шеф царине у овом месту, нашао је 1826. године оруђе од камена и глинене посуде недалеко од града у оближњем каменолому. Две године касније слични налази откривени су у самом Абевилу, а 1836. на обали реке Соме и људске кости, измешане са окресаним, украшеним артефактима. Следеће године, приликом копања канала, у песку на дубини од 7 метара, откривена су два камена сечива и неколико окресаних шиљака, које је обележио и пажљиво их нацртао.
Многи сматрају да је управо Буше де Перт допринео стварању праисторијске ахреологије на научним основама.

## Приказ оруђа од кремена из Абевила
Девет метара је дубок просек у речноме наносу на локалитету код Сент-Ашела где су пронађена палеолитски артефакти.
На првом цртежу приказано је како се оруђе држало у руци.
Најстарији налази леже помешани са костима изумрлих сисара (у слојевима E, а има их и у D и C).
Приказани су дубоки просеци у наносу код Шела. На њима се испод живице види слој атмосферскога црвенога дилувијума А са ћошкастим шљунком. У првоме просеку (3. цртеж) B, C и D означавају слојеве песка и шљунка, која су у C окамењени, а садрже оруђа првога века. E је терцијарни терен на коме лежи дилувијум. На супрот F и H виде се продори горњих слојева у ровине доњих. На 4. цртежу познаје се како су први дилувијални слојеви B разнети, па се по њима наслагали млађи (мустијерски) слојеви D. У слоју E је један ератичан камен.

 A - црвена песковита глина изнад које је танак слој живице 
B - глина са шљунком 
C - слој глине 
D - слој оштрог песка са ситним шкољкама.
E - низ слојева шљунка са поворкама песка 
F - површина кретацејскога терена преко кога су наслагани дилувијални слојеви
H - римски гроб
На 5. цртежу се познаје да су речни дилувијални наноси набрани пре него се наслагао атмосферски нанос A.

## Абевилска култура
Оруђе и оружје овог типа спада у групу артефаката сличних онима који су пронађени у околини Париза и који се називају Шелском културом, тако да се користе оба назива. Датују се у доба старијег Палеолита (пре око 4.000.000 до 200.000 година). Слични артефакти отркивени су у Олдувају у Танзанији, тако да се у Африци оруђа овог типа називају Олдувајским.
Оруђа која је открио Де Перт су (по величини, облику и намени) камене алатке које сведоче о начину употребљавања, урасту, снази и евентуално - полу, онога ко их је употребљавао, тако да представљају веома значајан налаз и за атропогенезу, одноосно физичку антропологију.
Де Перт није наишао на признавање свог отркића, затражио је од Академије наука у Паризу да организује експертизу каменог оруђа које је откривено, али није добио одговор.
Његово откриће је наишло на отворено непријатељство. У даљим ископавањима подметани су докази (попут мандибуле нађене у песку Мулен Кињона 1986. године за коју се испоставило да припада савременом човеку, као и лажних камених секира, које су пометали мештани и радници на терену жељни награде). У методу и тумачењу де Перт је чинио разне грешке, али га ништа није омело да настави свој рад.
Подела људског доба а камено, бронзано и гвоздено, која је начињена још у 18. веку, проширена је у 19. када је Џон Лубок раздвојио камено доба на палеолит и неолит. Ово је била сатисфакција за де Перта, као и долазак групе геолога у Абевил да би потврдили аутентичност каменог оруђа које је овде пронађено. Међутим ни доказ о аутентичности није поколебао став Академије наука, па је целокупна научна заосташтина, у којој су била необјављена дела де Перта, који је умро без заслужених признања, пропала.

## Упоредна открића
Упоредно са Де Пертом, и други истаживачи су наилазили на слична открића, како праисторијског човека, тако и првобитног оруђа и оружја које је користио.
Француски природњак Турнол је објавио 1829. године рад о плеистоценским људским и животињским костима нађеним у пећини Бизе у јужној Француској, затим је Шмерлинг отркио остатке фосила у Лијежу у Белгији.
У Енглеској, пећине Кента је истраживао Мак Емери, а палеонтолог Ригло је 1854. објавио рад о артефктима откривеним у Сел Ашелу.
Едуард Ларте је 1864. у пећини Ла Мадлен открио лик мамута, који је насликао праисторијски уметник, а његов син Луи у Дордоњи у Кромањону остатке праисторијских људи.